# Cephalodella doryphora
Cephalodella doryphora är en hjuldjursart som beskrevs av Myers 1934. Cephalodella doryphora ingår i släktet Cephalodella och familjen Notommatidae. Arten är reproducerande i Sverige. Inga underarter finns listade i Catalogue of Life.